# Лордкипанидзе, Симон Николаевич
Князь Симон Николаевич Лордкипанидзе (груз. სიმონ ნიკოლოზის ძე ლორთქიფანიძე; 1 [13] января 1854, Гочаджихаиши, Имеретия — 1941, СССР) — военный врач, предводитель дворянства Кутаисской губернии (1901—1904), надворный советник (1897) в придворном звании камергера (1901).

## Биография
Родился 1 января 1854 года в селе Гочаджихаиши. Окончил медицинский факультет Императорского университета святого Владимира в Киеве со степенью лекаря. Со студенческих лет сотрудничал с газетой «დროებასთან».
В 1876 году императорским указом утверждён в княжеском достоинстве.
18 сентября 1883 года определён на службу в Черноморский 149-й пехотный полк. С 11 по 19 марта 1886 года назначен исправляющим должность старшего врача. 29 августа 1886 года командирован временно исправляющим должность старшего врача в Озургетскую местную команду. Прибыл к полку 6 октября 1886 года.
27 октября 1887 года командирован в Рачинское уездное по воинской повинности присутствие. Прибыл к полку 14 ноября 1887 года. С 28 июля по 3 августа 1888 года назначен исправляющим должность старшего врача.
2 апреля 1889 года назначен исправляющим должность старшего врача в том же полку, а 9 мая 1889 года сдал должность старшего полкового врача.
12 сентября 1889 года, на основании приказа по войскам Кавказского военного округа за № 346, за выслугу 5 лет разрешено производить прибавочное жалованье по 83 руб. 25 коп. в год с 1 января 1889 года. 31 января 1890 года Кавказским окружным военно-медицинским инспектором перемещен на службу в Кавказский резервный пехотный (кадровый) батальон.
2 октября 1892 года епископом Имеретинским Гавриилом (Кикодзе), по журнальному определению Комитета по открытию в городе Кутаисе женского епархиального училища, назначен врачом к Имеретинскому епархиальному женскому училищу.
30 сентября 1894 года по предложению за № 7584 попечителя Кавказского учебного округа К. П. Яновского назначен на должность врача Кутаисского городского училища.
3 октября 1897 года по журнальному определению Совета Имеретинского епархиального Гаврииловского женского училища, утвержденного епископом Алавердским Виссарионом (Дадиани), управляющим Имеретинской епархией, назначен преподавателем гигиены в женском епархиальном училище.
24 апреля 1901 года избран кутаисским губернским предводителем дворянства и утверждён в должности высочайшим повелением от 26 июля 1901 года.
1 июня 1900 года указом за № 87 назначен почетным мировым судьёй Кутаисского окружного суда с оставлением его в занимаемой им должности и сверх того и в придворном знании. 1 июля 1903 года избран на второе трёхлетие почётным мировым судьёй и высочайшим приказом от 3 октября 1903 года за № 73 утверждён в должности.
Скончался в 1941 году.

## Чины
- Титулярный советник (за выслугу лет утверждён высочайшим приказом 6 декабря 1887 года по военному ведомству; старшинство с 18 сентября 1883 года).
- Коллежский асессор (произведён высочайшим приказом 28 февраля 1888 года по военному ведомству о чинах гражданских; старшинство с 18 сентября 1886 года).
- Надворный советник (за выслугу лет произведён высочайшим приказом по гражданскому ведомству от 14 февраля 1897 года за № 13; старщинство от 8 января 1895 года).

## Награды
- Орден Святого Станислава 3-й степени (6 мая 1901 года За отменно-ревностную и усердную службу в Имеретинском епархиальном Гаврииловском женском училище).
- Орден Спасителя 3-й степени (8 июля 1902 года от короля Греции; высочайшим приказом по Министерству юстиции от 15 октября 1902 года всемилостивейшее соизволение на принятие и ношение).
- Орден Святого Владимира 4-й степени (6 декабря 1903 года за усердную и ревностную службу).

## Семья
- Брат — Антон Лордкипанидзе[вд] (1850—1894), основатель Кутаисской публичной библиотеки[1].
- Жена — Юстина Ивановна Постникова
- Дети: Михаил и Вера